# Marina Stepanova
Pour les articles homonymes, voir Stepanova.
Marina Ivanovna Stepanova (en russe : Марина Ивановна Степанова-Макеева ; née le 1er mai 1950 à Miaglovo dans l'oblast de Léningrad), est une athlète soviétique ayant détenu le record du monde du 400 m haies de 1986 à 1993 avec un chrono de 52 s 94.

## Biographie

### Palmarès
| Date | Compétition           | Lieu      | Résultat | Épreuve     | Performance   |
| ---- | --------------------- | --------- | -------- | ----------- | ------------- |
| 1986 | Goodwill Games        | Moscou    | 1re      | 400 m haies | 53 s 81       |
| 1986 | Goodwill Games        | Moscou    | 2e       | 4 x 400 m   | 3 min 21 s 99 |
| 1986 | Championnats d'Europe | Stuttgart | 1re      | 400 m haies | 53 s 32       |